# Epsilogaster palenque
Epsilogaster palenque är en stekelart som beskrevs av Whitfield och Mason 1994. Epsilogaster palenque ingår i släktet Epsilogaster och familjen bracksteklar. Inga underarter finns listade i Catalogue of Life.